# Indiana Jones and the Last Crusade
Indiana Jones and the Last Crusade: Das Graphic Adventure ist das erste klassische Point-and-Click-Adventure von Lucasfilm Games mit dem Archäologen Indiana Jones als Titelfigur. Seine Geschichte beruht auf dem fast zeitgleich veröffentlichten, gleichnamigen dritten Film der Indiana-Jones-Reihe, weswegen das Spiel oft auch als Indiana Jones 3 oder kurz Indy 3 bezeichnet wird, obwohl keine Adventurespiele zu den ersten beiden Teilen existieren.

## Handlung
Der Spieler übernimmt die Rolle des Archäologen Indiana Jones. Zu Beginn des Spieles erfährt er, dass sein Vater, ebenfalls Archäologe und darüber hinaus ein berühmter Gralforscher, entführt worden ist. Die Suche nach dem Vater entwickelt sich zu einer Suche nach dem heiligen Kelch und zunehmend zu einem Wettlauf gegen das Dritte Reich, das die mystischen Fähigkeiten des Artefakts nutzen will.
Die Handlung des Spiels orientiert sich in groben Zügen am zugrunde liegenden Film. Die aufgesuchten Orte (Venedig, ein Schloss in Österreich, Berlin und İskenderun) und die dort zu erreichenden Ziele sind identisch. Da sich jedoch immer wieder auch vom Film abweichende Handlungswege ergeben und die Aktionen an den bekannten Orten sich auch unterscheiden, emanzipiert sich das Spiel von der Kinovorlage und nutzt vielmehr den Vertrautheitseffekt zu seinem Vorteil. Durch die Kenntnis des Films hat der Spieler zur Lösung des Spieles also allenfalls einen oberflächlichen Vorteil.
An verschiedenen Stellen im Spiel verzweigen sich die möglichen Handlungsstränge leicht, bevor sie wieder in einer gemeinsamen Strecke münden.

## Spielprinzip und Technik
Technisch basiert der Titel auf Version 3 der Lucasfilm-eigenen SCUMM-Engine. Der Bildschirm ist dreigeteilt in einen Bereich für Aktionsverben, ein darunter angeordnetes, aus Worten bestehendes Inventar der Spielfigur und den Spielbildschirm, der den größten Teil des Bildes einnimmt.
Gegenüber den vorhergehenden Titeln Maniac Mansion und Zak McKracken wurde die Benutzerführung nur leicht modifiziert. Obwohl einige Aktionsverben neu hinzugekommen sind und der Cursor deutlich verkleinert wurde, hat sich das Look and Feel nicht wesentlich geändert. Neu ist hingegen ein Dialogsystem, das der Spielfigur anhand von Auswahlmöglichkeiten vorgegebener Sätze Gespräche ermöglicht und damit eine zusätzliche Rätselquelle eröffnet. Ebenfalls neu sind kleine Actionsequenzen in Form von Boxkämpfen und einem Flug in einem Doppeldecker.
Lucasfilm hat für das Spiel ein Bewertungssystem, den sogenannten Indy-Quotienten (IQ), eingeführt. Die maximale mögliche Punktzahl von 800 kann dabei nur erreicht werden, wenn in mehreren Spielen alle möglichen Rätsel und Lösungswege erarbeitet wurden. Die höchste in einer Episode des Spieles erreichbare Punktezahl beträgt 506.

## Produktionsnotizen

### Veröffentlichung
Das Spiel erschien 1989 für Personal Computer mit dem Betriebssystem MS-DOS mit 16-farbiger EGA-Grafik auf 5,25"- und 3,5"-Disketten. Ebenfalls 1989 erschienen Versionen für die Computersysteme Commodore Amiga und Atari ST, ein Jahr später auch für den Apple Macintosh. Nur auf dem japanischen Markt wurde 1990 eine Version für Fujitsus Computersystem FM Towns veröffentlicht. Diese CD-ROM-Version enthielt überarbeitete, 256-farbige Grafiken und einen orchestralen Soundtrack in Audio-CD-Qualität. Auf Basis der FM-Towns-Version wurde später noch eine DOS-Variante mit VGA-Grafiken veröffentlicht, die wegen des erneut verwendeten Diskettenmediums aber aus Platzgründen weiterhin die ursprüngliche, sequenzierte Musik enthielt. 1992 erschien eine Version für Amiga CDTV. Indiana Jones and the Last Crusade ist das erste Lucasfilm-Adventure, von dem es keine C64-Version gibt. Im Veröffentlichungsjahr 1989 veröffentlichte Lucasfilm Games einige Wochen vor dem Adventure ein weiteres Spiel zum Last-Crusade-Film: Indiana Jones and the Last Crusade: The Action Game, ein vom britischen Studio Tiertex entwickeltes Actionspiel. Dieses erreichte nie die Verkaufszahlen und den Bekanntheitsgrad des Adventures.
Im Juli 2009 veröffentlichte Lucasfilm Indiana Jones and the Last Crusade über die digitale Distributionsplattform Steam. Im Dezember 2016 veröffentlichte der neue Rechteinhaber Disney das Spiel auch über die Plattform GOG.com.

### Nachfolger
Nach dem großen Erfolg von Indiana Jones and the Last Crusade plante Lucasfilm bald einen Nachfolgetitel. Zunächst sollte ein von Chris Columbus geschriebenes, für den dritten Kinofilm abgelehntes Drehbuch als Computerspiel umgesetzt werden. Der Projektleiter Hal Barwood und sein Kollege Noah Falstein waren jedoch der Meinung, dass es sich nicht gut als Vorlage eignete. Anstelle dessen entwickelten sie eine eigene Idee für eine Geschichte und Lucasfilm veröffentlichte auf dieser Basis 1992 das Adventure Indiana Jones and the Fate of Atlantis.

## Rezeption
Die Computerspielezeitschrift Power Play bewertete Indiana Jones and the Last Crusade 1989 mit 90 %. Sie vergab die Auszeichnung besonders Empfehlenswert und kommentierte das Spiel u. a. mit „Größer, schöner, komplexer“. Die Zeitschrift Amiga Joker vergab im selben Jahr eine Wertung von 81 %. Dort lobte man unter anderem die neu eingeführte Maussteuerung gegenüber Textadventures. Der Aktuelle Software Markt hingegen bemängelte das Fehlen eines Textparsers und das Absuchen des Bildschirms nach Gegenständen. Insgesamt fiel das Urteil jedoch auch sehr positiv aus. Es sei für Einsteiger im Genre besonders geeignet. Die britische Computer & Video Games lobte das Spiel als „hochgradig unterhaltsames Arcade-Adventure“ im Stil der vorherigen Lucasfilm-Adventures, dessen im Schwierigkeitsgrad gut ausbalancierte Rätsel Querdenken erforderten, aber nie obskur und damit frustrierend seien. Das Magazin hob die audiovisuelle Präsentation des Spiels positiv hervor.
PC Joker bemerkte, dass die VGA-Version zu spät kam und sich zum Erscheinungszeitpunkt bereits an dem grafisch besseren Nachfolger messen musste. Dennoch sei das Spiel weiterhin empfehlenswert. Es sei tadellos übersetzt. Die Budgetfassung wurde retrospektiv als audiovisuell überholt aber dramaturgisch und in puncto Humor weiterhin gut bewertet. Während das gleichnamige Action-Spiel größtenteils in Vergessenheit geriet, knüpfte Indiana Jones III an erfolgreiche LucasArts Adventure an und sei eine erfolgreiche Filmumsetzung.

## Trivia

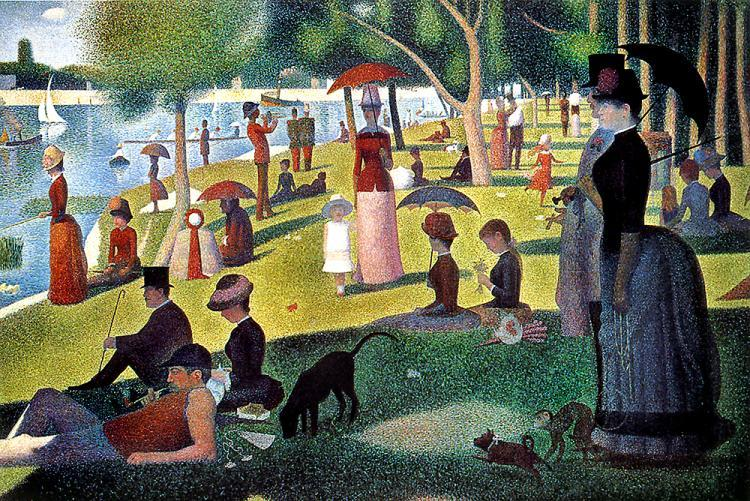
Ein Sonntagnachmittag auf der Insel La Grande Jatte von Georges Seurat, sowohl in Indiana Jones and the Last Crusade als auch in Maniac Mansion zu sehen

Running Gags sind Anspielungen auf ältere Lucasfilm-Spiele. Im Büro befindliche Anspielungen sind die Maske eines Medizinmanns (Zak McKracken), das Stück eines Kometen mit purpurnem Schleim (Maniac Mansion) und mit dem Totempfahl eines südamerikanischen Stammes, „der Hund und Hase verehrt“, eine Anspielung auf den Comic Sam ’n’ Max, zu dem Lucasfilm einige Jahre später ebenfalls ein gleichnamiges Spiel veröffentlichte. Ebenso finden das Gemälde Ein Sonntagnachmittag auf der Insel La Grande Jatte von Georges Seurat und eine Skulptur sowohl im Speisesaal des Hauses von Dr. Fred (Maniac Mansion) als auch auf Schloss Brunwald Verwendung als Dekoration. Eine weitere Anspielung ist die Musikauswahl beim Pianisten an Bord des Zeppelins, gegenüber diesem kann unter anderem der Wunsch geäußert werden, die Ouverture aus Krieg der Sterne zu spielen.
Als Widerspruch, sowohl in diesem als auch in den nachfolgenden Spielen und in den Filmen, gilt die Tatsache, dass Indy immer Rätsel lösen muss, um den nächsten Ort zu erreichen, und seine Gegenspieler dies offensichtlich nicht müssen. Somit sind sie ihm immer einen Schritt voraus, um ihn am jeweiligen Ort in Empfang zu nehmen.
Die deutsche Version wurde vor der Veröffentlichung um verfassungswidrige Symbole bereinigt. Der Übersetzer des Spiels, Boris Schneider-Johne, musste dazu etliche Hakenkreuze im Spiel mit der Software Deluxe Paint zu schwarzen Quadraten übermalen. Allerdings wurden die Hakenkreuze vergessen, die erscheinen, wenn eine deutsche Wache von Indiana Jones bewusstlos geschlagen wird. Ferner wurde aus allen Dialogen des Spiels das Wort „Nazi“ weitgehend entfernt.
Die VGA-Version enthält noch EGA-Artefakte, wie z. B. den Bibliothekar in Venedig. Daher ist einzig und allein die FM-Towns-Version vollständig in 256 Farben gehalten.